# Akköl
Akköl (kaz.: Ақкөл; ros.: Акколь, Akkol) – miasto w północnym Kazachstanie, w obwodzie akmolskim, siedziba administracyjna rejonu Akköl. Położone w 203 km od stolicy obwodu – miasta Kokczetawa. Na początku 2021 roku liczyło 13 922 mieszkańców.